# Repince
Repince (cyr. Репинце) – wieś w Serbii, w okręgu pczyńskim, w gminie Vladičin Han. W 2011 roku liczyła 892 mieszkańców.